# Ульріх Мюе
Фрі́дріх Ганс У́льріх Мю́е (нім. Friedrich Hans Ulrich Mühe; 20 червня 1953, Ґрімма — 22 липня 2007, Вальбек) — німецький актор.
Народився у Східній Німеччині, закінчив Вищу театральну школу в Лейпцизі. Грав зокрема у виставах Шекспіра та Ібсена в театрах Гамбурґа та Відня. 2005 року отримав Телевізійну нагороду Німеччини, а 2006 — нагороду Європейської академії кіно (в категорії Найкращий європейський актор) за роль агента Штазі у фільмі «Життя інших».
Помер від раку шлунка 22 липня 2007 року у Вальбеку, Саксонія-Ангальт.